# Christian
Christian ist ein männlicher Vorname und Familienname.

## Herkunft und Bedeutung
Der Name Christian kommt von altgriechisch Christianos ‚Anhänger Christi‘; dieses ist wiederum abgeleitet von altgriechisch Χριστός Christós, der Übersetzung für hebräisch moschiach ‚Messias, der Gesalbte‘, bezogen auf Jesus Christus. Als allgemeine Bezeichnung für Christ taucht er nach der Apostelgeschichte (Apg 11,26 ) in Antiochien auf und verbreitet sich dort als Rufname.
Der Rufname ist programmatisch und drückt eine „Hinwendung zum Christentum“ aus. Weibliche Varianten sind Christine, Christina, Christa und Christiane.

## Verbreitung
Bei dem Namen lassen sich drei Schichten vermehrter Häufigkeit im deutschsprachigen Raum unterscheiden.

### Mittelalter
Der Name ist einer der ersten Fremdnamen, die massiv in das germanische Namensgut einwandern. Zwischen dem 8. und dem 11. Jahrhundert war er der mit Abstand häufigste (untersucht etwa Fremdnamen in Quellen aus Fulda) – ebenso Christina (Köln, 12. Jahrhundert: sechsthäufigster Frauenname) – und wurde dann bald zu einem der häufigsten Namen überhaupt (etwa: Brixen, 13. Jahrhundert: zweithäufigster Männername). Später ließ seine Beliebtheit aber deutlich nach.

### Frühe Neuzeit
Eine Renaissance erlebte der Name wieder nach der Reformation, indem er sich neutral von den typisch katholischen Heilgennamen abgrenzte, und den evangelischen, rein der Nachfolge Christi verpflichteten Aspekt des Protestantismus herausstreicht. Seine größte Beliebtheit erreichte er im Pietismus (etwa in Schleswig-Holstein um 1760, gestützt durch das dänische Königshaus der Oldenburger). Danach sank die Namenshäufigkeit aber wieder relativ schnell (etwa Pommern 1770–1840: von 18 % auf 3 % aller Jungen).

### 20. Jahrhundert
Einen neuen Boom erlebte der Name, nun aber nicht mehr explizit religiös, in den 1960er bis 1980er Jahren, als er viele Jahre lang den beliebtesten Jungennamen darstellte (wie auch Christina/Christiane bei Mädchen).

## Namenstag
Namenstage sind die folgenden:
- 21. März, erster Abt des Klosters St. Pantaleon in Köln. Zuvor war Christian Mönch in St. Maximin in Trier. Er war sehr bewandert in der Theologie und schrieb einige Werke. Er starb am 21. März 1001 in Köln.
- 14. Mai, ein Märtyrer. Offizier Meletius, Christian und andere Gefährten starben wahrscheinlich unter Kaiser Diokletian am Anfang des 4. Jahrhunderts in Galatien.
- 27. Juli, Christian de l’Aumône, ein Zisterzienser.
- 16. August, Christian von Wedinghausen, ein Prämonstratenser. Christian wurde 1186 Abt im Kloster Wedinghausen in Arnsberg. In dieser Zeit trat auch der Klosterstifter Heinrich von Arnsberg in das Kloster ein. Gestorben an einem 16. August um 1200.
- 12. November, Christian von Meseritz, ein Mönch. Er starb am 12. November 1003.
- 4. Dezember, Christian von Oliva, ein Zisterzienser. Er starb am 4. Dezember 1245.
- 25. Dezember, Christus, Christ, Christian, Kristian, Geburt Jesu Christi.

## Varianten
- Carsten, Karsten, Kerstan, Kersten, Coerst (niederdeutsch)
- Chrétien (französisch)
- Chrigel, Hitsch, Chrigi, Chrigu (Schweiz)
- Cristi, Cristian (rumänisch)
- Chris, Chrissi, Chrischi, Chrischan, Christel (süddeutsche Koseformen)
- Cristian, Cristiano (italienisch, spanisch, portugiesisch, schwedisch)
- Christianos (griechisch), nicht zu verwechseln mit Christós (Jesus Christus) oder Chrístos (von lat. Chrestus)
- Christen
- Christer, Krister (schwedisch)
- Christiaan, Christijan (niederländisch)
- Christyan
- Krischan (deutsch)
- Kristian (bulgarisch, schwedisch, norwegisch, färöisch)
- Kristan (skandinavisch)
- Kristián (tschechisch, slowakisch)
- Kristijonas (litauisch)
- Kristjan (polnisch, slowenisch, färöisch)
- Kristján, Kristinn (isländisch)
- Krystian (polnisch)
- Kristijan (kroatisch, serbisch)
- Kristjano, Kristjan' (Esperanto)
- Krisztián (ungarisch)
- Krišjānis (lettisch)
- Křesćan, Kito (sorbisch)

Doppelnamensbildung:
- Karl-Christian

Familienname:
- Christian
- Christen
- Patronyme: Christians, Christiansen, Christianson (-s/-son)

## Namensträger (diverse Varianten)
Zu Herrschern siehe Liste der Herrscher namens Christian.
Frühe Formen, eingedeutscht:
- Chrétien de Troyes (um 1140 – um 1190), altfranzösischer Dichter
- Strachkvas (Ende 10. Jahrhundert), Benediktiner und Chronist in Böhmen
- Christian von Stablo (auch: Druthmar Christianus; † 9. Jahrhundert), Mönch des Klosters Stablo

### Einzelname
- Christian († 1186), schottischer Geistlicher, Bischof von Whithorn
- Christian (1728–1799), Graf zu Erbach-Schönberg, Statthalter des Deutschen Ordens
- Christian (1627–1675), deutscher Hofbeamter und Politiker
- Christian von Preußen (um 1180 – 1245), Bischof in Preußen
- Christian von Schleswig-Holstein-Sonderburg-Augustenburg (1831–1917), deutsch-dänischer Prinz

### Vorname

#### A
- Christian Abbiati (* 1977), italienischer Fußballtorwart
- Christian Aebersold (* 1962), Schweizer Orientierungsläufer
- Christian Ahlmann (* 1974), deutscher Springreiter
- Christijan Albers (* 1979), niederländischer Automobilrennfahrer
- Christian Anders (* 1945), österreichischer Schlagersänger

#### B
- Cristian Balaj (* 1971), rumänischer Fußballschiedsrichter und Sportfunktionär
- Christian Bale (* 1974), britischer Schauspieler
- Christiaan Barnard (1922–2001), südafrikanischer Chirurg
- Cristian Baroni (* 1983), brasilianischer Fußballspieler
- Christian Beneken, deutscher DJ, siehe Empyre one
- Cristiano Biraghi (* 1992), italienischer Fußballspieler
- Christian Borgnaes (* 1996), österreichischer Skirennläufer
- Christian Brandes (* 1971), deutscher Politiker (Partei Rechtsstaatlicher Offensive)
- Christian Brandes (* 1981), deutscher Autor und Blogger
- Christian Brando (1958–2008), US-amerikanischer Schauspieler
- Christian Brückner (* 1943), deutscher Schauspieler, Synchronsprecher und Rezitator

#### C
- Christian Christiansen (1843–1917), dänischer Physiker
- Christian E. Christiansen (* 1972), dänischer Filmregisseur und -produzent
- Christian Christner (* 1992), deutscher Pokerspieler
- Christiaan Cornelissen (1864–1942), niederländischer Autor
- Christian Clerici (* 1965), österreichischer Fernsehjournalist und -moderator
- Christian Cron (1813–1892), deutscher Gymnasialrektor und Altphilologe
- Christian Czeremnych (* 1990), deutscher Schauspieler

#### D
- Christian Deubler (1880–1963), deutscher Kunstturner
- Christian Dickinger (1970–2021), österreichischer Politologe, Geschichtsforscher, Sachbuchautor und Kommunalpolitiker
- Christian Dior (1905–1957), französischer Modeschöpfer
- Christian Doermer (1935–2022), deutscher Schauspieler und Filmemacher
- Christian Albrecht von Dohna (1621–1677), deutscher General
- Christian Doppler (1803–1853), österreichischer Physiker und Mathematiker
- Christian Drecke (* 1985), deutscher Handballspieler

#### E
- Christian Ehring (* 1972), deutscher Kabarettist, Moderator und Autor
- Christiaan Eijkman (1858–1930), niederländischer Hygieniker
- Christian Enzensberger (1931–2009), deutscher Schriftsteller und Übersetzer
- Christian Eriksen (* 1992), dänischer Fußballspieler
- Christian Estrosi (* 1955), französischer Motorradrennfahrer und Politiker

#### F
- Cristian Ferreira (* 1999), argentinischer Fußballspieler
- Christian Franke (* 1956), deutscher Schlagersänger
- Christian Frommert (1967–2025), deutscher Journalist und Medienmanager

#### G
- Cristián Garay (* 1989), chilenischer Fußballschiedsrichter
- Christian Fürchtegott Gellert (1715–1769), deutscher Theologe und Dichter
- Christian Gerhaher (* 1969), deutscher Lied- und Opernsänger (Bariton) und Gesangspädagoge
- Christian Gow (* 1993), kanadischer Biathlet
- Christian Dietrich Grabbe (1801–1836), deutscher Dramatiker
- Christian Gross (* 1954), Schweizer Fußballtrainer
- Chrétien-Louis-Joseph de Guignes (1759–1845), französischer Diplomat und Sinologe
- Christian Günter (* 1993), deutscher Fußballspieler
- Christian Gytkjær (* 1990), dänischer Fußballspieler

#### H
- Christian Habekost (* 1962), deutscher Kabarettist
- Christian Habicht (1952–2010), deutscher Schauspieler
- Christian Hadinata (* 1949), indonesischer Badmintonspieler
- Christian Hanburger (* 1941), US-amerikanischer American-Football-Spieler, siehe Chris Hanburger
- Christian Harder (* 1987), US-amerikanischer Pokerspieler
- Christian Heinze (* 1941), deutscher Maler und Grafiker
- Christian Henking (* 1961), Schweizer Komponist, Dirigent und Chorleiter
- Christian Hirschbühl (* 1990), österreichischer Skirennläufer
- Christian Hochstätter (* 1963), deutscher Fußballspieler
- Christian Hoße (* 1988), deutscher Handballspieler
- Christian Hummer (1990–2022), österreichischer Musiker
- Christiaan Huygens (1629–1695), niederländischer Astronom, Mathematiker, Physiker und Musiktheoretiker

#### I
- Christian Imhof, Pseudonym Chris Bluemoon (* 1988), Schweizer Musiker, Autor und Journalist
- Christian Irrgang (* 1957), deutscher Fotoreporter

#### J
- Christian Carolina Jaramillo Quintero (* 1994), mexikanische Fußballnationalspielerin
- Christian Jährig (* 1994), deutscher Musiker
- Christian Johansson (1817–1903), schwedisch-russischer Ballett-Tänzer
- Christian Jourdan (* 1954), ehemaliger französischer Radrennfahrer

#### K
- Christian Kabasele (* 1991), belgischer Fußballspieler
- Christian Kahrmann (* 1972), deutscher Schauspieler
- Kristian Karlsson (* 1991), schwedischer Tischtennisspieler
- Christian Kautz (1913–1948), Schweizer Automobilrennfahrer
- Christian Kern (* 1966), österreichischer Manager und Bundeskanzler
- Christian Kirchberg (* 1947), deutscher Jurist
- Christian von Kirchberg, Graf zu Sayn und Wittgenstein (1726–1772), deutscher Richter des Reichskammergerichts
- Christian Klar (* 1952), deutscher Terrorist
- Christian Klem (* 1991), österreichischer Fußballspieler
- Christian Koerner (* 1966), deutscher Schauspieler
- Christian Kohlund (* 1950), Schweizer Schauspieler
- Christian Körner (* 1949), österreichisch-schweizerischer Botaniker, Hochschullehrer
- Christian Graf von Krockow (1927–2002), deutscher Politikwissenschaftler

#### L
- Christian Lacroix (* 1951), französischer Modeschöpfer
- Christian Lais (* 1963), deutscher Schlagersänger
- Cristian Daniel Ledesma (* 1982), argentinisch-italienischer Fußballspieler
- Christian Lenk (1971–2022), deutscher Philosoph und Medizinethiker
- Christian Lenz (* 1938), deutscher Kunsthistoriker und Hochschullehrer
- Christian Limberg (* 1965), deutscher Chemiker und Hochschullehrer
- Christian Lindner (* 1979), deutscher Politiker
- Christian Lorenz (* 1966), deutscher Musiker

#### M
- Chrétien-Guillaume de Lamoignon de Malesherbes (1721–1794), französischer Staatsmann
- Christian Marbach (* 1937), französischer Ingenieur, Kapitalfondsgründer
- Christian Theodor von Meien (1781–1857), deutscher Jurist, Gutsbesitzer und Politiker
- Christian Mertens (* 1991), deutscher Politiker
- Christian Freiherr von Mirbach (* 1944), deutscher Brigadegeneral
- Christian Mohr (1823–1888), deutscher Bildhauer, Restaurator und Kunstschriftsteller
- Christian Mohr (* 1980), deutscher Diplom-Sportwissenschaftler und American-Football-Spieler
- Christian Hieronymus Moll (1750–1824), österreichischer Theaterdirektor und Herausgeber
- Christian Möllmann (* 1972), deutscher Sänger und Moderator
- Christian Mora (* 1997), italienischer Fußballspieler
- Christian Morgenstern (1871–1914), deutscher Dichter und Schriftsteller
- Christian Mueller-Goldingen (* 1954), deutscher Altphilologe
- Christian Müller (1666–1746), deutscher Pädagoge
- Christian Müller (1690–1763), deutsch-holländischer Orgelbauer
- Christian Müller (1775–1851), österreichischer Major
- Christian Müller (1900–1963), deutscher Politiker (SPD)
- Christian Müller (1921–2013), Schweizer Psychiater
- Christian Müller (* 1938), deutscher Fußballspieler (1. FC Köln, Karlsruher SC, Viktoria Köln)
- Christian Müller (1939–2015), deutscher Fernsehmoderator
- Christian Müller (* 1944), Schweizer Journalist, Autor und Medienmanager
- Christian Müller (* 1947), deutscher Politiker (SPD), MdB
- Christian Müller (* 1960), deutscher Fußballspieler (Tennis Borussia Berlin, Blau-Weiß 90 Berlin)
- Christian Müller (* 1963), deutscher Sportfunktionär
- Christian Müller (* 1967), deutscher Wirtschaftswissenschaftler und Hochschullehrer
- Christian Müller (* 1969), deutscher Journalist
- Christian Müller (* 1972), deutscher Triathlet
- Christian Müller (* 1982), deutscher Radsportler
- Christian Müller (* 1983), deutscher Fußballspieler (RB Leipzig)
- Christian Müller (* 1984), deutscher Fußballspieler (Arminia Bielefeld)
- Christian Müller (* 1984), deutscher Eis- und Inlinehockeyspieler und -trainer
- Christian Müller-Roterberg (* 1972), deutscher Autor und Hochschullehrer
- Christian Adolf Müller (1903–1974), Schweizer Historiker, Burgenforscher und Denkmalpfleger
- Christian Alexander Müller (* 1980), deutscher Musicaldarsteller
- Christian Friedrich Müller (1776–1821), Verleger, siehe auch C.F. Müller Verlag
- Christian Gottfried Müller (1747–1819), deutscher klassischer Philologe, Bibliothekar und Pädagoge
- Christian Gottlieb Müller (1800–1863), deutscher Komponist und Hofmusiker, Musiklehrer von Richard Wagner
- Christian Gottlieb Daniel Müller (1753–1814), deutscher Kapitän, Autor und Übersetzer
- Christian Leo Müller (1799–1844), österreichischer Erfinder und Unternehmer, siehe Leo Müller (Erfinder)
- Christian Lorenz Müller (* 1972), österreichischer Schriftsteller
- Christian Moris Müller (* 1975), deutscher Filmemacher
- Christian Philipp Müller (* 1957), Schweizer Künstler
- Christian Th. Müller (* 1970), deutscher Historiker

#### N
- Christian Nerlinger (* 1973), deutscher Fußballspieler
- Christian Neuhaus (1833–1907), dänischer Fotograf
- Christian Neuhäuser (* 1977), deutscher Philosoph und Hochschullehrer

#### O
- Christian Oppermann (1850–1911), deutscher Jurist und Bürgermeister
- Christian d’Orgeix (1927–2019), französischer Maler
- Christian Orth (* 1977), deutscher Altphilologe und Hochschullehrer
- Christian Orth (* 1991), deutscher Journalist und Rundfunkmoderator
- Christian Ortner (* 1969), österreichischer Historiker

#### P
- Christian Patermann (* 1942), deutscher Jurist und Bioökonomierat
- Christian Philipsen (* 1972), deutscher Historiker
- Christian Platzer (* 1961), Brigadier des österreichischen Bundesheeres
- Christian Polke (1980–2023), deutscher Theologe
- Christian Poser (* 1986), deutscher Bobfahrer
- Christian Pram-Henningsen (1846–1892), dänischer Maler
- Christian Puggioni (* 1981), italienischer Fußballspieler
- Christian Pulisic (* 1998), US-amerikanischer Fußballspieler

#### Q
- Christian Quadflieg (1945–2023), deutscher Schauspieler, Regisseur, Rezitator

#### R
- Christian Rach (* 1957), deutscher Koch, Moderator, Fernsehkoch und Kochbuchautor
- Christian Reimering (* 1971), deutscher Poolbillardspieler
- Christian Reinelt (* 1982), Zauberkünstler, Teil der Ehrlich Brothers
- Christian Riecken (1880–1950), deutscher Ingenieur und Automobilrennfahrer
- Christian Rode (1936–2018), deutscher Schauspieler und Synchronsprecher
- Christian Rohlfs (1849–1938), deutscher Maler und Grafiker
- Cristiano Ronaldo (* 1985), portugiesischer Fußballspieler
- Christian von Rosenborg (1942–2013), Angehöriger der dänischen Königsfamilie
- Cristian Rossi (* 1991), italienischer Radrennfahrer
- Christian Rothenberger (1868–1938), Schweizer Lehrer, Richter und Politiker
- Christian Rubio Sivodedov (* 1997), schwedischer Fußballspieler
- Christian Rudolf (* 1965), deutscher Schauspieler
- Christian Rudolph (* 1949), deutscher Hürdenläufer
- Christian Rudolph (* 1965), deutscher Billardspieler
- Christian Rudolph (* 1988), deutscher Pokerspieler

#### S
- Christian Sands (* 1989), US-amerikanischer Jazzpianist
- Christian W. Schenk (* 1951), deutscher Lyriker, Essayist, Übersetzer und Verleger
- Christian Scheuber (1960–2021), deutscher Jazzmusiker
- Christian Heinrich Schmid (1746–1800), deutscher Rechtswissenschaftler und Literaturwissenschaftler
- Christian Schmitz-Steinberg (1920–1981), deutscher Musiker, Arrangeur und Komponist
- Christian Schultze (1788–1860), deutscher Domänenpächter und Politiker
- Kristian Schultze (1945–2011), deutscher Keyboarder und Produzent
- Christian Schwarz-Schilling (* 1930), deutscher Politiker
- Christian Seel (* 1971), deutscher Jurist und Ministerialbeamter
- Christian Seel (* 1983), deutscher Schachspieler
- Christian August von Seel (1814–1883), preußischer Generalmajor
- Christian Sewing (* 1970), deutscher Bankmanager
- Christian Sievers (* 1969), deutscher Fernsehjournalist
- Krisztián Simon (* 1991), ungarischer Fußballspieler
- Christian Slater (* 1969), US-amerikanischer Schauspieler
- Christian Somogyi (* 1956), deutscher Politiker (SPD), Bürgermeister von Stadtallendorf
- Christian Spannagel (* 1976), deutscher Mathematiker
- Christian Oskar Spitzl (* 1959), deutscher Schauspieler
- Christian Stegbauer (* 1960), deutscher Soziologe
- Christian zu Stolberg-Stolberg (1748–1821), deutscher Übersetzer und Lyriker
- Christian Streich (* 1965), deutscher Fußballtrainer

#### T
- Christian Thomasius (1655–1728), deutscher Jurist und Philosoph
- Christian Titz (* 1971), deutscher Fußballspieler und -trainer
- Christian Tramitz (* 1955), deutscher Comedian
- Christian von Treskow (* 1968), deutscher Regisseur
- Christian Tybring-Gjedde (* 1963), norwegischer Politiker

#### U
- Christian Ude (* 1947), deutscher Politiker (SPD)
- Christian Ulmen (* 1975), deutscher Schauspieler, Moderator und Entertainer

#### V
- Christian Friedrich Voigt (1803–1868), deutscher Orgelbauer
- Christian Gottlob von Voigt (1743–1819), deutscher Dichter und Politiker

#### W
- Christian Wallot (* 1978), deutscher Boxer
- Christian Weigoni (* 1982), deutscher Poolbillardspieler
- Christian Wetklo (* 1980), deutscher Fußballspieler
- Christian Willisohn (* 1962), deutscher Blues-Pianist und Sänger
- Christian Wolf (* um 1954), Schweizer Spieleautor, siehe Stefanie Rohner und Christian Wolf
- Christian Wolf (* 1958), deutscher Rechtswissenschaftler
- Christian Wolff (1679–1754), deutscher Philosoph, Universalgelehrter, Jurist und Mathematiker
- Christian Wolff (* 1931), deutscher Politiker (FDP), MdL Niedersachsen
- Christian Wolff (* 1934), US-amerikanischer Musiker und Komponist
- Christian Wolff (* 1938), deutscher Schauspieler
- Christian Wolff (1943–2020), deutscher Theologe und Hochschullehrer
- Christian Wolff (* 1949), deutscher Pfarrer
- Christian Philipp Wolff (1772–1820), deutscher Baumeister, Stuckateur und Bildhauer
- Christian Wolter (* 1972), deutscher Museologe und Autor
- Christian Wörns (* 1972), deutscher Fußballspieler und ‑trainer
- Christian Wück (* 1973), deutscher Fußballspieler und ‑trainer
- Christian Wulff (* 1959), deutscher Politiker
- Christian Wunderlich (* 1979), deutscher Schauspieler und Sänger

#### Z
- Christian Zeitz (* 1980), deutscher Handballspieler
- Christian Ziege (* 1972), deutscher Fußballspieler
- Christian Zufelde (* 1988), deutscher Handballspieler

### Künstlername
- Christian Cage (William Jason Reso; * 1973), kanadischer Wrestler
- Gerd Christian (Gerd-Christian Biege; * 1950), deutscher Schlagersänger

Als Klitikon statt ,kriegst du ja n’‘:
- Christian Steiffen (* 1971), deutscher Musiker
- Kristjan Knall, deutscher Autor

### Familienname

#### A
- Abraham David Christian (* 1952), deutscher Zeichner, Bildhauer und Konzeptkünstler
- Adolf Christian (1934–1999), österreichischer Radrennfahrer
- Adolf Heinrich Christian (1802–1863), deutscher Geistlicher und Übersetzer
- Alex Junior Christian (* 1993), haitianischer Fußballspieler
- Anthony Christian (* 1960), antiguanischer Fußball- und Basketballspieler
- Anton Christian (Anton Christian Kirchmayr; 1940), österreichischer Maler
- Armsted Christian (1951–2016), US-amerikanischer Jazzmusiker und Hochschullehrer
- Arthur Christian (1893–1956), australischer Politiker (South Australia)
- Ash Christian (1985–2020), US-amerikanischer Filmproduzent und Schauspieler
- Avier Christian (* 1996), US-amerikanischer Fußballspieler

#### B
- Barbara Christian (1943–2000), amerikanische Feministin
- Betty Christian (* 1942), Politikerin der Pitcairninseln
- Betty Jo Christian (* 1936), amerikanische Juristin und Anwältin
- Bill Christian (* 1938), US-amerikanischer Eishockeyspieler
- Brenda Christian (* 1953), Politikerin in den Pitcairninseln
- Brendan Christian (* 1983), Sprinter aus Antigua und Barbuda
- Buddy Christian (1885–1958), US-amerikanischer Jazzmusiker

#### C
- Charlie Christian (1916–1942), US-amerikanischer Jazzgitarrist
- Claudia Christian (* 1965), US-amerikanische Schauspielerin, Regisseurin und Musikerin
- Cody Christian, US-amerikanischer Schauspieler
- Curt Christian (1920–2010), österreichischer Mathematiker, Logiker und Arzt

#### D
- Dave Christian (Moderator) (1949–2010), britischer Moderator
- Dave Christian (* 1959), US-amerikanischer Eishockeyspieler und -trainer
- David Christian (Historiker) (* 1946), australisch-amerikanischer Historiker
- David Christian (* 1959), US-amerikanischer Eishockeyspieler und -trainer, siehe Dave Christian
- Dennie Christian (* 1956), deutscher Schlagersänger und Moderator
- Dirk-Martin Christian (* 1962), deutscher Ministerialbeamter und Verfassungsschützer
- Donna Christian-Christensen (* 1945), US-amerikanische Politikerin
- Donald Christian (1958–2011), Radrennfahrer aus Antigua und Barbuda

#### E
- Eckhard Christian (1907–1985), deutscher Generalmajor
- Edward Christian (Gouverneur) (um 1600–1661), Gouverneur der Isle of Man
- Edward Christian (Jurist) (1758–1823), britischer Jurist und Hochschullehrer
- Edward Christian (Fußballspieler) (1858–1934), englischer Fußballspieler
- Emile Christian (1895–1973), US-amerikanischer Musiker und Komponist
- Erdmute Schmid-Christian (* 1943), deutsche Schauspielerin
- Eva Christian (Schauspielerin) (* 1937), deutsche Schauspielerin
- Eva Christian (Autorin) (* 1976), deutsche Autorin

#### F
- Fletcher Christian (1764–1793), britischer Seemann und Meuterer
- Francis Joseph Christian (* 1942), US-amerikanischer Geistlicher, Weihbischof in Manchester
- Frank Christian (Jazzmusiker) (1887–1973), US-amerikanischer Jazzmusiker
- Frank Christian (Singer-Songwriter) (geb. Frank P. Caputo; 1952–2012), US-amerikanischer Gitarrist und Singer-Songwriter
- Frederick Christian (1867–1934), britischer Cricketspieler

#### G
- Gail Christian (Journalistin) (1940–2023), US-amerikanische Journalistin
- Gail Christian (Politikerin), antiguanische Politikerin
- Georg Christian (Politiker) (1867–1936), deutscher Landwirt und Politiker (DNVP, CNBL)
- Gerd Christian (Gerd-Christian Biege; 1950), deutscher Schlagersänger
- Gerda Christian (1913–1997), deutsche Sekretärin von Adolf Hitler
- Gerold Christian (1938–2014), österreichischer Journalist
- Gordon Christian (1927–2017), US-amerikanischer Eishockeyspieler

#### H
- Hans Christian (1929–2011), österreichischer Sänger (Bariton) und Gesangspädagoge

#### J
- Jack Christian, australischer Film- und Fernsehproduzent
- James Christian, US-amerikanischer Musiker
- Jamion Christian (* 1982), US-amerikanischer Basketballtrainer
- Jodie Christian (1932–2012), US-amerikanischer Pianist
- Johann Joseph Christian (1706–1777), deutscher Bildhauer
- John T. Christian (1936–2022), US-amerikanischer Bauingenieur
- John Wyrill Christian (1926–2001), britischer Metallurg
- Johannes Christianus, † 1597, reformierter Theologe

#### K
- Kaitlyn Christian (* 1992), US-amerikanische Tennisspielerin
- Kurt Christian (* 1950), englischer Schauspieler

#### L
- Leigh Christian (* 1945), US-Schauspielerin
- Lillie Delk Christian (1896–1966), US-amerikanische Sängerin
- Linda Christian (1923–2011), mexikanische Schauspielerin
- Lothar Christian (1919–2006), deutscher Brigadegeneral
- Lucas Christian (* 1996), Fußballspieler von den Cayman Islands

#### M
- Mark Christian (* 1990), britischer Radrennfahrer
- Mary Ellen Christian (1848–1941), australische Sängerin und Gesangslehrerin
- Matthias Christian (* 1941), österreichischer Philosoph
- Meg Christian (* 1946), US-amerikanische Sängerin
- Michael Christian (1947–2006), deutscher Schauspieler und Synchronsprecher
- Mike Christian (* 1955), US-amerikanischer Bodybuilder
- Myriam Sello-Christian (1917–1970), deutsche Autorin, Schauspielerin, Synchron- und Hörspielsprecherin

#### N
- Norbert Christian (1925–1976), deutscher Schauspieler

#### P
- Paul Christian (1910–1996), deutscher Mediziner und Hochschullehrer
- Peter Christian (Politiker) († 1917), deutscher Kommunalpolitiker, Mitglied des Nassauischen Kommunallandtags
- Peter Christian (* 1947), mikronesischer Politiker

#### R
- Robert Christian (Schauspieler) (1939–1983), US-amerikanischer Schauspieler
- Robert Christian (Bischof) (1948–2019), US-amerikanischer Ordensgeistlicher, Weihbischof in San Francisco
- Roger Christian (Musiker) (1934–1991), US-amerikanischer Songwriter, Schauspieler und Moderator
- Roger Christian (Eishockeyspieler) (1935–2011), US-amerikanischer Eishockeyspieler
- Roger Christian (Filmregisseur) (* 1944), britischer Filmregisseur

#### S
- Shawn Christian (* 1965), US-amerikanischer Schauspieler
- Sydney Christian (1935–2017), antiguanischer Politiker

#### T
- Thomas Christian (* 1951), österreichischer Violinist und Musikpädagoge
- Thursday October Christian I (1790–1831), erstgeborener Pitcairner

#### V
- Viktor Christian (1885–1963), österreichischer Altorientalist

#### W
- Walter Christian (1905–1990), deutscher Maschinenbauingenieur und Hochschullehrer
- Wolf Meyer-Christian (Jurist) (1902–1983), deutscher Jurist
- Wolf Meyer-Christian (Architekt) (* 1933), deutscher Architekt und Hochschullehrer, Sohn des og. Juristen

#### Künstlername
- Maria Christian (* 1965), irische Schlagersängerin, siehe Maria Doyle-Cuche